# Omer Mušić
Hfz. Omer Mušić (Sarajevo, 1903. − Sarajevo, 1972.), bosanskohercegovački je orijentalist bošnjačkog podrijetla. Predmet njegovog znanstvenog interesa bila je književnost Bošnjaka na arapskom, turskom i perzijskom jeziku.

## Životopis
Omer Mušić je rođen 1903. godine. U Sarajevu je medresu i Šerijatsku sudačku školu. Odmah po završetku ove škole i odsluženja vojnog roka, postavljen je 25. siječanja 1926. godine za predmetnog učitelja na Šerijatskoj gimnaziji u Sarajevu, gdje ostaje do 15. prosinca 1945. godine, kada je ova gimnazija i dokinuta.
Godine 1929. položio je pred posebnom komisijom Ulema-medžlisa u Sarajevu ispit za predavača vjersko-orijentalnih predmeta, a 1931. godine opet pred posebnom komisijom Ministarstva prosvjete u Beogradu ispit za predavača arapskog jezika. Od školske 1931/32. god. povremeno je honorarno predavao na Gazi Husrev-begovoj medresi. U vremenu od 15. prosinca 1945. do 15. ožujka 1951. godine radio je na II. muškoj gimnaziji, upravi srednjoškolskih internata i III. reonu [Narodni odbor]. Od 15. ožujka 1951. godine pa do odlaska u mirovinu 1965. godine radi u Orijentalnom institutu u Sarajevu kao viši stručni suradnik. Od 1957/58. školske godine, pa do smrti predaje honorarno na Filozofskom fakultetu arapski i perzijski jezik.
Bio je istaknut i društveni radnik. Radio je u Muslimanskom dobrotvornom društvu Merhamet, Muslimanskom društvu Trezvenost, a od osnivanja Organizacije ilmijje El-Hidaje 1936., pa do prestanka njena rada 1945. godine biran je redovno u njene odbore. Nekoliko puta je bio I. tajnik, a biran je i u redakcioni odbor istoimenog lista. Ispred El-Hidaje je održao i nekoliko predavanja u drugim sarajevskim muslimanskim društvima.
Dolaskom Omera Mušića u Orijentalni institut počinje njegov istraživački rad književnog i kulturnog stvaranja Bošnjaka na orijentalnim jezicima: arapskom, turskom i perzijskom. Prikupljajući rukopise za Institut i kasnije obrađujući ih, Mušić je sve više ulazio u ovu materiju i već u drugoj knjizi Priloga za orijentalnu filologiju objavio svoj prvi veći rad. Međutim, u svome radu nije se on ograničavao samo na materijale koje ima Orijentalni institut, nego je obilno koristio i bogate fondove Gazi Husrev-begove knjižnice. Većinu svojih istraživačkih radova Mušić je objavio u Prilozima za orijentalnu filologiju. Jedan je izišao u Radovima Filozofskog fakulteta u Sarajevu, a dva u Glasniku VIS-a. Dva Mušićeva rada su tiskana u Istanbulu, a jedan u Teheranu. Godine 1969. bio je korektor izdanja prijevoda Kur'ana Časnog od Čauševića i Pandže. 
Njegovo ime nosi Osnovna škola u Brežanima pokraj Kaknja.

## Djela
Znanstveni radovi
- Poslanica šejha Muhameda Užičanina beogradskom vāliji Muḥamed-paši (Sarajevo, 1951)
- Jedna turska pjesma o Sarajevu iz XVII vijeka (Sarajevo 1952-1953)
- Minhādžu n-niẓām fī dīni-l islām od Muḥameda Prozorca (Sarajevo, 1954-1955)
- En-nemlijje fī iẓhāri l-kavā'idi ṣ-ṣarfijje ve n-naḥvijje (Sarajevo, 1956-1957)
- Treća poslanica šejha Muḥameda iz Užica (Sarajevo, 1958-1959)
- Ibrāhīm Opijač Mostarac (Sarajevo, 1960-1961)
- Dvije turske pjesme o Sarajevu (Sarajevo, 1962)
- Još "dva pisma iz korespondencije užičkog šejha Muḥameda" (Sarajevo, 1962-1963)
- Anonimni pjesnik Sarajlija o stanju u Bosni 1057/1647. godine (Sarajevo, 1963)
- Husejn Čatrnja, mostarski pjesnik iz XVII vijeka (Sarajevo, 1963)
- Mostar u turskoj pjesmi iz XVII vijeka (Sarajevo, 1964-1965)
- Merhum Dr Šakir Sikirić. Saray-Bosna Edebiyat Fakultesi Ord. Profesoru (Istanbul, 1967)
- Merhum Abdullah Škaljić (Istanbul, 1968)
- Merhum Šaćir Sikirić iranšinas jugoslavi (Teheran, 1968) (Na perzijski preveo Bećir Đaka).
- Hadži Musṭafa Bošnjak-Muhliṣī (Sarajevo, 1968-1969)

## Vanjske povezice
Promovirana knjiga dr. Omera Mušića